# Трежър Айлънд (Калифорния)
Трежър Айлънд (на английски: Treasure Island, в превод „Островът на съкровищата“) е изкуствен остров в Санфранциския залив между Сан Франциско и Оукланд. Трежър Айлънд е изцяло част от територията на град-окръг Сан Франциско, чиято територия се разпростира навътре в Санфранциския залив до Аламида.
Общата площ на островите Трежър Айлънд и Йерба Буена е 2,334 км² (0,901 мили²), а населението е 1453 жители. (2000)
На Трежър Айлънд са снимани някои филми, като например Индиана Джоунс и последният кръстоносен поход, където Трежър Айлънд е пресъздаден като Берлинското летище във филма.